# توریچلا پلینیا
توریچلا پلینیا (به ایتالیایی: Torricella Peligna) یک کومونه در ایتالیا است که در استان کییتی واقع شده‌است. توریچلا پلینیا ۳۵ کیلومتر مربع مساحت و ۱٬۵۲۰ نفر جمعیت دارد و ۹۱۰ متر بالاتر از سطح دریا واقع شده‌است.